# يان تومسون (سياسي)
يان تومسون (بالإنجليزية: Ian Thompson)‏ هو نجار وسياسي أسترالي، ولد في 1 سبتمبر 1935 في موراوا في أستراليا، وتوفي في 2 ديسمبر 2009 في برث في أستراليا. حزبياً، نشط في الحزب الليبرالي الأسترالي (1963 – 29 سبتمبر 1989).

## مناصب
- انتخب رئيس الجمعية التشريعية لغرب أستراليا [الإنجليزية]‏ (24 مايو 1977 – 21 مارس 1983).
- انتخب عضو الجمعية التشريعية لأستراليا الغربية عن دائرة درلنغ رينج [الإنجليزية]‏ (4 فبراير 1989 – 6 فبراير 1993).
- انتخب عضو الجمعية التشريعية لأستراليا الغربية عن دائرة Electoral district of Kalamunda [الإنجليزية]‏ (30 مارس 1974 – 4 فبراير 1989).
- انتخب عضو الجمعية التشريعية لأستراليا الغربية عن دائرة درلنغ رينج [الإنجليزية]‏ (20 فبراير 1971 – 30 مارس 1974).